# The Hill (película de 2023)
The Hill es una película biográfica estadounidense de drama deportivo de 2023 sobre el jugador de béisbol Rickey Hill que supera una discapacidad física para probarse para ser un cazatalentos legendario de las Grandes Ligas. Fue dirigida por Jeff Celentano a partir de un guion de Angelo Pizzo y Scott Marshall Smith. Está protagonizada por Dennis Quaid, Colin Ford, Joelle Carter, Randy Houser, Jesse Berry, Bonnie Bedelia y Scott Glenn.
La película fue estrenada en cines por Briarcliff Entertainment el 25 de agosto de 2023.

## Sinopsis
En un pequeño pueblo de Texas, un joven Rickey Hill usa aparatos ortopédicos en las piernas debido a una enfermedad degenerativa de la columna, pero le gusta jugar béisbol. Su estricto padre y pastor disuade a Rickey del béisbol, queriendo protegerlo de lesiones mayores. Unos años más tarde, Rickey se convierte en un "fenómeno del béisbol". Sin embargo, cuando quiere probarse para un cazatalentos legendario de las Grandes Ligas, la familia se divide.

## Reparto
- Colin Ford como Rickey Hill[3]
- Dennis Quaid como Pastor Hill[3]
- Joelle Carter como Hellen Hill, la madre de Rickey[3]
- Scott Glenn como Red Murff, el cazatalentos de la MLB que descubre a Rickey[3]
- Bonnie Bedelia como abuela[4]
- Randy Houser como Ray Clemons, un hombre de la infancia de Rickey que lo anima a probar para la MLB[3]
- Jesse Berry como el joven Rickey Hill[3]
- John Smoltz como comentarista de color de béisbol

## Producción
En agosto de 2021, Deadline informó que Dennis Quaid se unió al elenco de la película de drama deportivo The Hill, con Jeff Celentano dirigiendo a partir de un guion de Angelo Pizzo y Scott Marshall Smith. Fue producida por Celentano con Rescue Dog Productions y Warren Ostergard de Vitamin A Films. Quaid interpreta al pastor James Hill mientras que Colin Ford interpreta a su hijo Rickey Hill. Celentano dijo: "Me propongo hacer una película icónica en el sentido clásico, una hermosa, amplia y poderosa historia inspiradora. Uno que resistirá la prueba del tiempo como Un sueño posible, Rudy, Field of Dreams y El mejor. Dennis fue la primera y única persona en la que pensé para el papel principal al leer el guión". The Hill fue la última película de Smith antes de su muerte en diciembre de 2020.
La fotografía principal se llevó a cabo en Augusta, Georgia y la región circundante del Condado de Columbia de noviembre a diciembre de 2021. Otros lugares incluyeron el estadio Lake Olmstead y el área central del río Savannah. La histórica Iglesia Wrightsboro en el condado de McDuffie se utilizó para representar una iglesia de la década de 1960 en la zona rural de Texas. La música y la banda sonora fueron compuestas por Geoff Zanelli.

## Estreno
The Hill fue estrenada en cines por Briarcliff Entertainment el 25 de agosto de 2023. Originalmente estaba previsto que se lanzara antes del 18 de agosto.